# ITF Maui
Das ITF Maui (offiziell: The Tennis Championships of Maui) ist ein Tennisturnier des ITF Women’s Circuit, das in Lāhainā auf Maui, Vereinigte Staaten ausgetragen wird.

## Siegerliste

### Einzel
| Jahr                   | Siegerin         | Finalgegnerin    | Ergebnis      |
| ---------------------- | ---------------- | ---------------- | ------------- |
| ↓ Kategorie: $50.000 ↓ |                  |                  |               |
| 2016                   | Christina McHale | Raveena Kingsley | 6:3, 4:6, 6:4 |

### Doppel
| Jahr                   | Siegerinnen                 | Finalgegnerinnen               | Ergebnis         |
| ---------------------- | --------------------------- | ------------------------------ | ---------------- |
| ↓ Kategorie: $50.000 ↓ |                             |                                |                  |
| 2016                   | Asia Muhammad Maria Sanchez | Jessica Pegula Taylor Townsend | 6:2, 3:6, [10:6] |

## Quelle
- ITF Homepage